# Йор
 Тази статия е за реката във Франция.  За департамента вижте Йор (департамент).  
Йор (на френски: Eure) е река в Северна Франция (департаменти Орн, Йор и Лоар и Йор), ляв приток на Сена. Дължина 229 km, площ на водосборния басейн 6017 km².

## Географска характеристика
Река Йор води началото си на 230 m н.в., от блатата Шеврьой и Буйон, в централната част на възвишението Перше, в източната част на департамента Орн. В горното си течение (до град Шартър) тече на изток-югоизток, след което завива на север-северозапад и запазва това направление до устието си. С изключение на най-горното си течение протича през западната част на хълмистата равнина Парижки басейн в широка и плитка долина със спокойно и бавно течение. Влива се отляво в река Сена, на 1 m н.в., в чертите на град Пон де Йор, в северната част на департамента Йор.
Водосборният басейн на Йор обхваща площ от 6017 km², което представлява 7,65% от водосборния басейн на Сена. Речната ѝ мрежа е едностранно развита с по-дълги и пълноводни леви притоци и почти отсъстващи десни. На северозапад, североизток и изток водосборният басейн на Йор граничи с водосборните басейни на реките Рил, Орж и други по-малки леви притоци на Сена, а на юг – с водосборния басейн на река Лоара (от басейна на Атлантическия океан).
Основни притоци:
- леви – Блез (49 km, 425 km²), Авър (80 km, 974 km²), Итон (132 km, 1197 km²);
- десни – Вегър (45 km).[1]

Река Йор има предимно дъждовно подхранване с с почти целогодишно пълноводие. Среден годишен отток в устието 26 m³/sec

## Стопанско значение, селища
Част от видите на реката се използват за промишлено и битово водоснабдяване на селищата разположени предимно в торното ѝ течение. Долината ѝ е гъсто заселена, като най-големите селища са градовете: Курвил, Шартър, Ментенон, Ножан льо Руа и Дрьо (департамент Йор и Лоар); Паси и Лувие (департамент Йор).